# LuxRender
LuxRender es un programa de renderización de código abierto que utiliza un sistema de física «correcta» para la creación de imágenes generadas por computadora. El programa corre bajo las siguientes plataformas: Microsoft Windows, Mac OS X y Linux y soporta geometrías exportadas desde los siguientes programas: Blender, Cinema 4D, Maya, XSI, y 3ds Max.